# فرنسيس لورانس كونورز
فرنسيس لورانس كونورز هو سياسي كندي، ولد في 14 نوفمبر 1891 في أوتاوا في كندا، وتوفي في 31 مارس 1964. نشط حزبياً في حزب كيبيك الليبرالي. وقد انتخب عضو الجمعية الوطنية في كيبك ‏.